# Спасо-Преображенский храм (Рязань)
Спасо-Преображенский храм, или Спас-на-Яру — православный храм Рязани. Расположен на естественном крутом берегу старого русла реки Трубеж. Нынешний храм с колокольней построен в конце XVII века.

## История

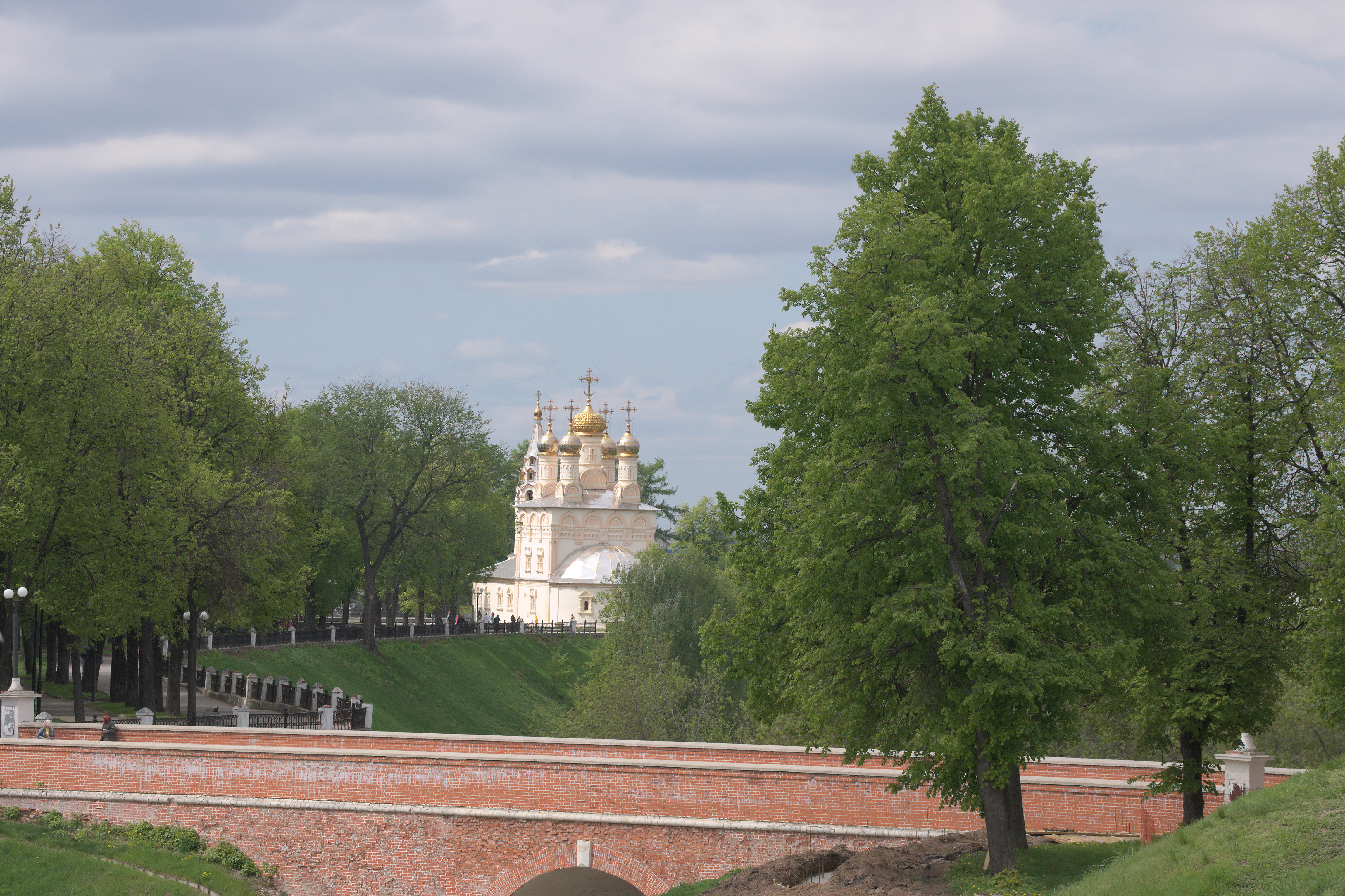
Храм Спаса-на-Яру, вид от Рязанского кремля

Деревянный храм в честь Преображения Господня упоминается в списках рязанских церквей 1626 года. В 1685 году храм был заново построен после пожара. Современная каменная церковь с пятью главками и шатровой колокольней возведена в 1695 году стольником Иваном Ивановичем Вердеревенским.
До революции 1917 года храм имел придел в честь девяти мучеников Кизических. Внутри храма сохранялся старинный иконостас. Среди икон был древний образ Спаса Нерукотворного, который находился ранее на Спасской башне деревянного Рязанского кремля.
В 1935 году храм был закрыт. Здание церкви использовалось морской школой ДОСААФ для занятий. Постановлением Совета Министров РСФСР № 1327 от 30 августа 1960 года Церковь Спасоярская включена в список памятников архитектуры, подлежащих охране как памятники государственного значения.
В 1995 году храм был возвращён Русской православной церкви и в нём были начаты реставрационные работы.